# آرگیل، میسوری
آرگیل (به انگلیسی: Argyle) یک روستا (ایالات متحده آمریکا) در ایالات متحده آمریکا است که در میزوری واقع شده‌است.
 آرگیل ۱٫۰۴ کیلومتر مربع مساحت و ۱۶۲ نفر جمعیت دارد و ۲۱۸٫۸۵ متر بالاتر از سطح دریا واقع شده‌است.